# Liste der Kulturgüter in Mümliswil-Ramiswil
Die Liste der Kulturgüter in Mümliswil-Ramiswil enthält alle Objekte in der Gemeinde der Gemeinde Mümliswil-Ramiswil im Kanton Solothurn, die gemäss der Haager Konvention zum Schutz von Kulturgut bei bewaffneten Konflikten, dem Bundesgesetz vom 20. Juni 2014 über den Schutz der Kulturgüter bei bewaffneten Konflikten sowie der Verordnung vom 29. Oktober 2014 über den Schutz der Kulturgüter bei bewaffneten Konflikten unter Schutz stehen.
Objekte der Kategorie A sind im Gemeindegebiet nicht ausgewiesen, Objekte der Kategorie B sind vollständig in der Liste enthalten, Objekte der Kategorie C fehlen zurzeit (Stand: 1. Januar 2023).

## Kulturgüter
| Foto |                                                                                     | Objekt                                                   | Kat. | Typ | Standort                                                   | Beschreibung |
| ---- | ----------------------------------------------------------------------------------- | -------------------------------------------------------- | ---- | --- | ---------------------------------------------------------- | ------------ |
| ja   | Datei hochladen · Wikidata zu Mühle (1596) (Q29881048)                              | Mühle KGS-Nr.: 04611                                     | B    | G   | Ramiswil, Mühle 1 617401 / 243950                          |              |
| BW   | Datei hochladen · Wikidata zu Schweizerisches Kamm-Museum (Q27485228)               | Museum HAARUNDKAMM KGS-Nr.: 10998                        | B    | S   | Balsthalerstrasse / Kammpark 10 620153 / 243045            |              |
| ja   | Datei hochladen · Wikidata zu Wohnhaus mit Brunnen (Q29881054)                      | Wohnhaus mit Brunnen KGS-Nr.: 11194                      | B    | G   | Mümliswil, Dorfstrasse 8 / Hintere Gasse 5 619977 / 243450 |              |
| BW   | Datei hochladen · Wikidata zu Wohnhaus (Q29881052)                                  | Wohnhaus KGS-Nr.: 11195                                  | B    | G   | Mümliswil, Kirchweg 5 619909 / 243569                      |              |
| ja   | Datei hochladen · Wikidata zu Schulhaus (Q29881049)                                 | Schulhaus KGS-Nr.: 11196                                 | B    | G   | Mümliswil, Im Rank 17 619784 / 243643                      |              |
| ja   | Datei hochladen · Wikidata zu Direktionsvilla der ehemaligen Kammfabrik (Q29881044) | Direktionsvilla der ehemaligen Kammfabrik KGS-Nr.: 11197 | B    | G   | Mümliswil, Kammpark 1 620232 / 242953                      |              |
| ja   | Datei hochladen · Wikidata zu Gedenkstätte Mümliswil (Q20012727)                    | Ehemaliges Kinderheim KGS-Nr.: 13520                     | B    | G   | Mümliswil, Habstangenweg 8 619754 / 244039                 |              |